# بعقلین
بعقلین (به عربی: بعقلین) یک منطقهٔ مسکونی در لبنان است که در استان جبل لبنان واقع شده‌است.

## خصوصیات
بعقلین ۱۴ کیلومترمربع مساحت و ۱۷٬۰۰۰ نفر جمعیت دارد.